# Work It (canção de Nelly)
"Work It" é um single do rapper Nelly. Conta com a participação vocal do cantor pop Justin Timberlake. Tendo sido incluído no álbum Nellyville, de 2002, foi lançado como 5º single do mesmo em 10 de janeiro de 2003. A música foi mais tarde usada num remix de Scott Storch e incluído no álbum de remixes de Nelly, Da Derrty Versions: The Reinvention. Um outro remix de Jason Nevins pegou samples da música "Black in Black" de AC/DC e foi considerado uma boa música para ser executada nas rádios. Porém, não foi lançada.
videoclipe filmado em outubro de 2002.  mostra Justin e Nelly visitando uma mansão da Playboy, onde jogam tênis e conhecem várias mulheres que residem na mansão, as playmates.
O clipe é muito parecido com um outro da música, "Playmate of The Year", lançado por Zebrahead, onde eles também fazem uma visita a uma mansão da Playboy e onde Hugh Hefner também faz uma aparição.